# Centro de Investigación y Desarrollo Tecnológico para la Agricultura Familiar
El Centro de Investigación y Desarrollo Tecnológico para la Agricultura Familiar (CIPAF) es una unidad funcional del Instituto Nacional de Tecnología Agropecuaria  (INTA). Busca generar, adaptar y validar tecnologías para la agricultura familiar. Fue creado el 26 de agosto de 2005.

## Unidades
Está compuesto por cinco institutos de investigación:
- CIPAF Región Pampeana
- CIPAF Región NOA
- CIPAF Región NEA
- CIPAF Región Cuyo
- CIPAF Región Patagonia

## Autoridades
- Director: Nicolás Ramilo
- Consejeros: Monica Isabel Bendini, Jose Angel Romero y Jorge Horacio Schimpf